# Janusz Siadlak
Janusz Antoni Siadlak (ur. 12 czerwca 1961 w Częstochowie) – polski dyrygent i chórmistrz, doktor sztuk muzycznych specjalizujący się w wykonawstwie muzyki chóralnej XX i XXI wieku.

## Życiorys
Absolwent Wychowania Muzycznego Wyższej Szkoły Pedagogicznej w Częstochowie (1986) oraz Podyplomowego Studium Chórmistrzostwa Akademii Muzycznej w Bydgoszczy (1992). W 2021 obronił doktorat na Akademii Muzycznej w Krakowie pod kierunkiem prof. Stanisława Krawczyńskiego.
W 1987 założył chór Collegium Cantorum, który od 1998 działa w strukturach Filharmonii Częstochowskiej. W latach 2003-2009 pełnił funkcję kierownika chóru Zespołu Pieśni i Tańca „Śląsk”. Jako dyrygent gościnny współpracował m.in. z Orkiestrą Kameralną Leopoldinum i Capella Cracoviensis.
Od 2012 kieruje Międzynarodowym Festiwalem Muzycznym Rodziny Bachów w Częstochowie. Specjalizuje się w interpretacji polskiej muzyki chóralnej XX wieku, zwłaszcza twórczości Juliusza Łuciuka i Andrzeja Koszewskiego.

## Dyskografia (wybór)
- 2015 – Juliusz Łuciuk: Vesperae in assumptione Beatae Mariae Virginis (DUX)
- 2017 – Muzyka kurpiowska w twórczości Tadeusza Paciorkiewicza (PWM)
- 2021 – Andrzej Koszewski: Choral Works (DUX) – nominacja do Nagrody Fryderyk 2022 w kategorii "Album Roku Muzyka Chóralna"[5]
- 2023 – Roman Padlewski: Poezje (Acte Préalable)

## Nagrody i wyróżnienia
- 2023 – Srebrny Medal „Zasłużony Kulturze Gloria Artis”[6]
- 2017 – Brązowy Medal „Zasłużony Kulturze Gloria Artis”[6]
- 2010 – Nagroda Specjalna Ministra Kultury i Dziedzictwa Narodowego
- 2008 – Odznaka honorowa „Zasłużony dla Kultury Polskiej”
- 1999 – I nagroda na China International Chorus Festival w Pekinie